# Geophilus algarum
Geophilus algarum är en mångfotingart som beskrevs av Henri W. Brölemann 1909. Geophilus algarum ingår i släktet Geophilus och familjen storjordkrypare. Inga underarter finns listade i Catalogue of Life.